# Vjosë
Vjosë (albansk) eller Aoos (Αώος, græsk) er en flod i det nordvestlige Grækenland og i det sydvestlige Albanien.
Flodens totale længde er ca. 272 km, hvoraf de første 80 km er i Grækenland og 192 km er i Albanien. Vjosë får også vand også fra to andre floder i Albanien; Drino og Shushicë.
Vjosës kilde er højt oppe i Pindos-bjergene i Epirus i det nordvestlige Grækenland , nær byen Vovousa. En kunstig sø er anlagt 1.350 moh.. Floden løber gennemVikos–Aoös Nationalpark, hvor den danner imponerende formationer. Den løber Konitsa, og videre ind i Albanien nær Çarshovë. Floden fortsætter nordvestover gennem præfekturerne Gjirokastër, Vlorë og Fier før den til slut munder ud i Adriaterhavet nordvest for Vlorë.
Floden har store variationer i vandføringen gennem året, og har et afvandingsområde på 7.200 kvadratkilometer, hvoraf 4.600 kvadratkilometer ligger i Albanien.

## Navne
Floden er kendt under en række navne. I antikken blev den kaldt Aoös (græsk: Ἄωος, Ἀῶος, Ἀῷος) i Grækenland og Aous på latin. I Albanien er den kendt som Vjosë eller Vjosa, mens den i Grækenland fortsat kaldes sit antikke navn, Vovousa (Βοβούσα) eller Aias (Αίας, Αἴας).